# 小林劍

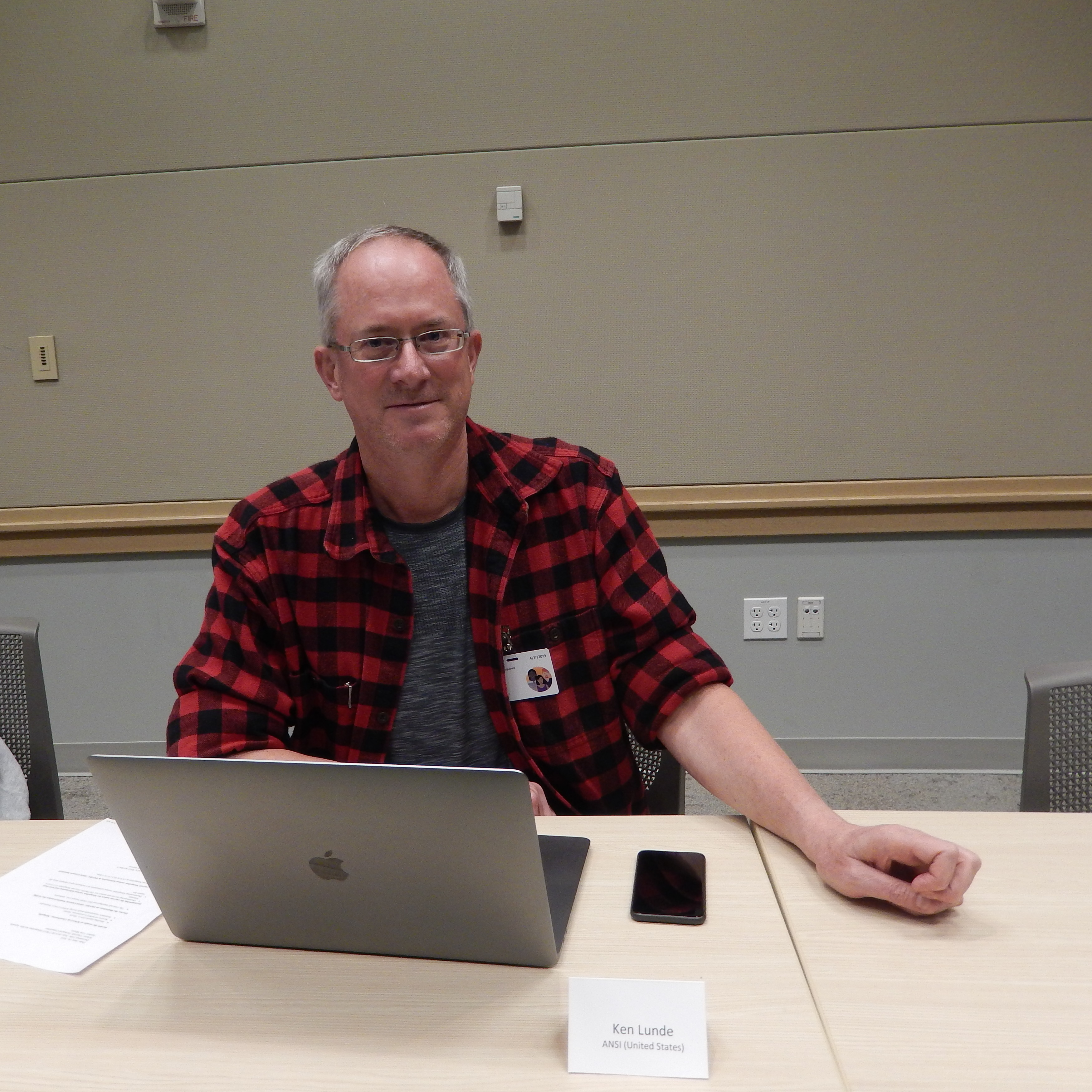
2019年的小林劍

小林劍（ /ˈlʌndi/，1965年—），丹麥裔美國人，在美國威斯康星州麥迪遜出生，是一位東亞語言資訊處理（如Unicode、Shift_JIS）專家。他精通日語，並按照自己姓名在丹麥語的意思（lund：小树林）而為自己選了這個漢字名稱。

## 簡歷
小林劍早年於威斯康星大学麦迪逊分校就讀，主修語言學，並於1987年取得文學士學位、1988年取得文學碩士、1994年取得哲學博士。他的博士論文題目是有關漢字簡化。
他在取得其哲學博士畢業之前，就已於1991年加入Adobe，並主力於中日韓越的计算机字体開發技術。但另一方面，他亦是程式設計專家，熟習C語言、Perl和各種其他語言。期間，他寫過多本書，向其他人指導如何編寫適合東亞語言使用者的程序。最新一冊在2008年出版。
他曾在Adobe任職直到2019年，並且是Adobe為Google設計的多語言字型Noto的項目設計師。

## 著作
- "Understanding Japanese Information Processing" （页面存档备份，存于）, (1993年9月), ISBN 1-56592-043-0，1995年被譯成日語版 ISBN 4-89052-708-7
- "CJKV Information Processing" First Edition （页面存档备份，存于）, (1999年1月), ISBN 1-56592-224-7，被譯成正體中文版《中日韓越-資訊處理》ISBN 986-7794-03-6，尚有日語譯本，皆成書於2002年。
- "CJKV Information Processing" Second Edition （页面存档备份，存于）, (2008年12月), ISBN 978-0-596-51447-1

## 外部連結
- 小林劍的個人網站，存档于（存檔日期 2016-03-04）
- Dr. Ken Lunde: CJK Type Blog （页面存档备份，存于）
- GitHub上的Kenlunde頁面
- 小林劍的X（前Twitter）
- 小林劍的Facebook專頁